# Pauline Davisová
Pauline Davis-Thompson, rozená Pauline Elaine Davis, (* 9. července 1966 Nassau) je bývalá bahamská atletka, sprinterka, olympijská vítězka v běhu na 200 metrů a ve štafetě na 4 × 100 metrů.

## Sportovní kariéra
Mezi sprinterkami patřila k výjimkám – do světové špičky se dostala až téměř ve třiceti letech. Na MS v atletice v Göteborgu v roce 1995 vybojovala časem 49,96 s stříbrnou medaili v běhu na 400 metrů a stejnou medaili získala i na světovém halovém šampionátu v Barceloně v běhu na 200 metrů. O rok později na olympiádě v Atlantě byla členkou stříbrné bahamské štafety na 4 × 100 metrů. Další úspěchy zaznamenala v roce 1999. Nejprve na halovém MS v Maebaši skončila druhá v běhu na 200 metrů a poté na světovém šampionátu pod širým nebem v Seville získala společně se Savathedou Fynesovou, Chandrou Sturrupovou a Debbie Fergusonovou zlaté medaile ve štafetovém běhu na 4 × 100 metrů.
Na Letních olympijských hrách v Sydney v roce 2000 postoupila do finále běhu na 200 metrů. Ve finále startovala ze třetí dráhy a cílem proběhla původně jako druhá v novém osobním rekordu 22,27 s. Olympijskou vítězkou se stala Američanka Marion Jonesová, jež zvítězila časem 21,84 s. Později však vyšel najevo dopingový skandál Jonesové a až po dlouhých devíti letech byla za olympijskou vítězku oficiálně uznána bahamská sprinterka. Regulérní zlatou medaili vybojovala společně s bahamskou štafetou v závodě na 4 × 100 metrů.
Atletickou kariéru ukončila v roce 2000.

### Osobní rekordy
- běh na 100 metrů – 10,97 s (2000)
- běh na 200 metrů – 22,27 s (2000)
- běh na 400 metrů – 49,28 s (1996)